# Romejki (Ukraina)
Romejki (ukr. Ромейки, Romejky) – wieś na Ukrainie, w obwodzie rówieńskim, w rejonie waraskim, w hromadzie Police. W 2020 liczyła 1162 mieszkańców.
W okresie międzywojennym wieś znajdowała się w granicach II RP, wchodząc w skład gminy Antonówka nad Horyniem w powiecie sarneńskim, w województwie wołyńskim.